# Сделка века (фильм)
«Сделка века» (англ. Deal of the Century) — американская комедия 1983 года.

## Сюжет
Торговцы оружием собираются выгодно продать несколько крупных партий диктаторам из Южной Африки. Чтобы сделка состоялась, продавцы начинают строить сложные отношения, подстраиваясь под запросы покупателей, пытаясь понравиться заказчику. Но все осложняется, когда торговец оружием Эдди Манц влюбляется в свою конкурентку.

## В ролях
- Чеви Чейз — Эдди Манц
- Сигурни Уивер — Кетрин Девато
- Грегори Хайнс — Рей Крестарник
- Винс Эдвардс — Френк Страйкер
- Уильям Меркес — генерал Кордоза
- Эдуардо Рикард — полковник Сальгадо
- Ричард Херд — Лайл
- Грэм Джервис — Байберс
- Уоллес Шон — Харольд Девато
- Рэнди Брукс — мисс Дела Роза
- Эбби Рой Смит — Боб
- Ричард Либертини — Масагги